# Vengeance maternelle
Vengeance maternelle (Down Will Come Baby) est un téléfilm américain réalisé par Gregory Goodell et diffusé en 1999.

## Synopsis
Une mère devenu folle a la perte de son enfant et cherche à la venger en prenant pour cible de ceux qui sont responsable de sa perte.

## Fiche technique
- Scénario : Gloria Murphy, Gregory Goodell
- Durée : 87 min
- Pays :  États-Unis

## Distribution
- Meredith Baxter : Leah Garr
- Diana Scarwid : Dorothy McIntyre
- Tom Amandes : Marcus Garr
- Evan Rachel Wood : Robin Garr
- Katie Booze-Mooney : Amelia McIntyre
- Kory Thompson : Calvin
- Nicholas Glaeser : le détective Larkin
- Warner McKay : Linus
- Rahla Kahn : Sophie
- Summer Patterson : Brina
- Julius Wright : Contrôleur
- Hodgie Jo : Professeur de danse
- Robert Guajardo : Serveur
- Stephen Olney : Shérif